# Listes de pays
Pour une liste des pays (États) du monde, voir Liste des pays du monde.
Cet article dirige vers des listes de pays du monde, par domaine.

## Démographie
- Liste des pays par population
  - Liste des pays par population en 1700
  - Liste des pays par population en 1800
  - Liste des pays par population en 1907
  - Liste des pays par population en 1939
- Liste des pays d'Europe par population[Note 1]
- Liste des pays par densité de population
- Liste des pays par nombre de réfugiés
- Liste des pays par taux de solde migratoire
- Liste des pays par taux de nuptialité et de divortialité
- Liste des pays par taux de fécondité
- Liste des pays par taux de masculinité
- Liste des pays par taux de natalité
- Liste des pays par taux d'urbanisation
- Liste des pays par espérance de vie
- Liste des pays et territoires par taux de croissance démographique
- Liste des pays par taux de mortalité
- Liste des pays par taux de mortalité infantile
- Liste des pays par tranches d'âge
- Liste des pays par âge médian

## Économie
- Liste des pays par PIB nominal
- Liste des pays par PIB nominal par habitant
- Liste des pays par PIB (PPA)
- Liste des pays par PIB (PPA) par habitant
- Liste de pays par dette publique
- Liste de pays par dette extérieure
- Indice de la facilité de faire des affaires
- Indice de perception de la corruption
- Liste historique des régions et pays par PIB (PPA)
- Liste des monnaies en circulation
- Indice de liberté économique
- Liste des pays par zone économique exclusive
- Liste des pays par volume d'importation
- Liste des pays par volume d'exportation
- Liste de pays par taux d'emploi
- Liste des pays et territoires par taux d'inflation
- Liste des pays par diversification économique
- Image de marque nationale
- Happy Planet Index

## Éducation
- Liste des pays par dépenses d'éducation
- Liste des pays par taux d'alphabétisation
- Programme international pour le suivi des acquis des élèves (classement PISA)

## Environnement
- Indice de performance environnementale#Classement_2022
- Liste des pays par empreinte écologique
- Liste des pays par émissions de dioxyde de carbone
- Liste des pays par émissions de dioxyde de carbone par habitant
- Liste des pays par prélèvements d'eau
- Liste des pays par température moyenne
- Records de température sur Terre#Extrêmes par pays
- Liste des pays les plus exposés aux catastrophes naturelles

## Géographie
- Liste des pays et territoires par superficie
- Liste des pays par superficie forestière
- Liste des pays sans cours d'eau
- Liste des pays du monde par continent
  - Liste des pays d'Amérique du Nord
  - Liste des pays d'Europe par superficie
- Liste des frontières internationales
  - Liste des frontières terrestres par pays
  - Liste des frontières maritimes par pays
  - Liste des frontières terrestres par longueur
  - Liste d'enclaves et d'exclaves
- Liste des pays par longueur de côtes
- Liste des pays du monde par superficie forestière
- Liste des pays par point culminant
- Liste des pays par altitude moyenne
- Liste des pays par ville la plus haute
- Liste des fuseaux horaires par pays

## Histoire
- Liste des pays disparus
- Liste des pays en 1920
- Liste de pays par date d'acquisition de la souveraineté
- Liste de pays par population en : 1700 / 1800 / 1907

## Militaire
- Liste des pays qui ne possèdent pas d'armée
- Liste de pays neutres
- Liste des pays par dépenses militaires
- Liste des armées nationales par effectif
- Global Peace Index (degré de pacifisme par pays)
- Pays détenteurs de l'arme nucléaire

## Politique
- Liste des pays du monde
  - Liste des pays en 1920
- Liste des États membres des Nations unies
- Liste des dirigeants actuels des États
- Liste des principaux dirigeants locaux
- Liste des capitales du monde
- Mode de désignation du chef d'État et du Parlement par pays
- Liste des États membres de l'Union européenne
- Liste des États non reconnus internationalement
- Liste de pays par date d'acquisition de la souveraineté
- Liste de pays par date de transition vers un régime républicain
- Liste des dépendances et territoires à souveraineté spéciale
- Liste d'entités territoriales autonomes
- Liste des territoires non autonomes selon l'Organisation des Nations unies
- Liste de territoires contestés
- Liste d'États disparus
- Liste des pays ayant changé de nom à partir du XXe siècle
- Liste de pays par forme de gouvernement
- Liste de pays sans partis politiques
- Indice de démocratie par pays

## Religion
- Irréligion par pays
- Bouddhisme dans le monde
- Christianisme par pays
- Nombre de musulmans par pays
- Nombre de Juifs par pays
- Répartition des religions par pays

## Santé
- Liste des pays par dépenses de santé
- Liste des pays par consommation de médicaments
- Liste des pays par consommation d'alcool
- Liste des pays par consommation de cannabis
- Liste des pays par taux de malnutrition
- Liste des pays par taux d'obésité
- Liste des pays par taux de tabagisme
- Liste des pays par taux de prévalence du VIH/SIDA adulte
- Liste des pays par taux de mortalité routière
- Liste des pays par taux de suicide

## Social & justice
- Liste des pays par IDH
- Liste des pays par IDH ajusté selon les inégalités
- Liste des pays par égalité de revenus
- Liste des pays selon l'inégalité de revenus entre hommes et femmes
- Liste des pays par taux de suicide
- Liste des pays par taux d'homicide volontaire
- Liste des pays par taux d'armement
- Liste des pays par population carcérale
- Application de la peine de mort dans le monde
- Social Progress Index#Classement en 2022

## Sport
- Décompte des médailles olympiques par nation
- Décompte des médailles olympiques par nation aux Jeux d'hiver
- Liste des codes pays du CIO

## Tourisme
- Liste des destinations touristiques mondiales

## Transport
- Liste des pays classés par longueur du réseau ferroviaire

## Autres
- Galerie des drapeaux des pays du monde
- Galerie des emblèmes des pays du monde
- Liste des indicatifs téléphoniques internationaux par pays
- Liste de pays de fiction
- Liste de périphrases désignant des pays